# Trichilia hirta
Trichilia hirta är en tvåhjärtbladig växtart som beskrevs av Carl von Linné. Trichilia hirta ingår i släktet Trichilia och familjen Meliaceae. Inga underarter finns listade i Catalogue of Life.